# Илия Бадрев
Илия Георгиев Бадрев е български революционер, деец на Вътрешната македоно-одринска революционна организация.

## Биография
Илия Бадрев е роден в 1882 година в реканското село Тресонче, тогава в Османската империя, днес в Северна Македония. Влиза във ВМОРО. От 1902 година е нелегален четник при Максим Ненов, а по-късно до 1907 година е в четата на Янаки Янев. През 1908 година е назначен за ръководител на Дебърския революционен район.
Умира в София на 31 март 1929 година.